# معجون السكر

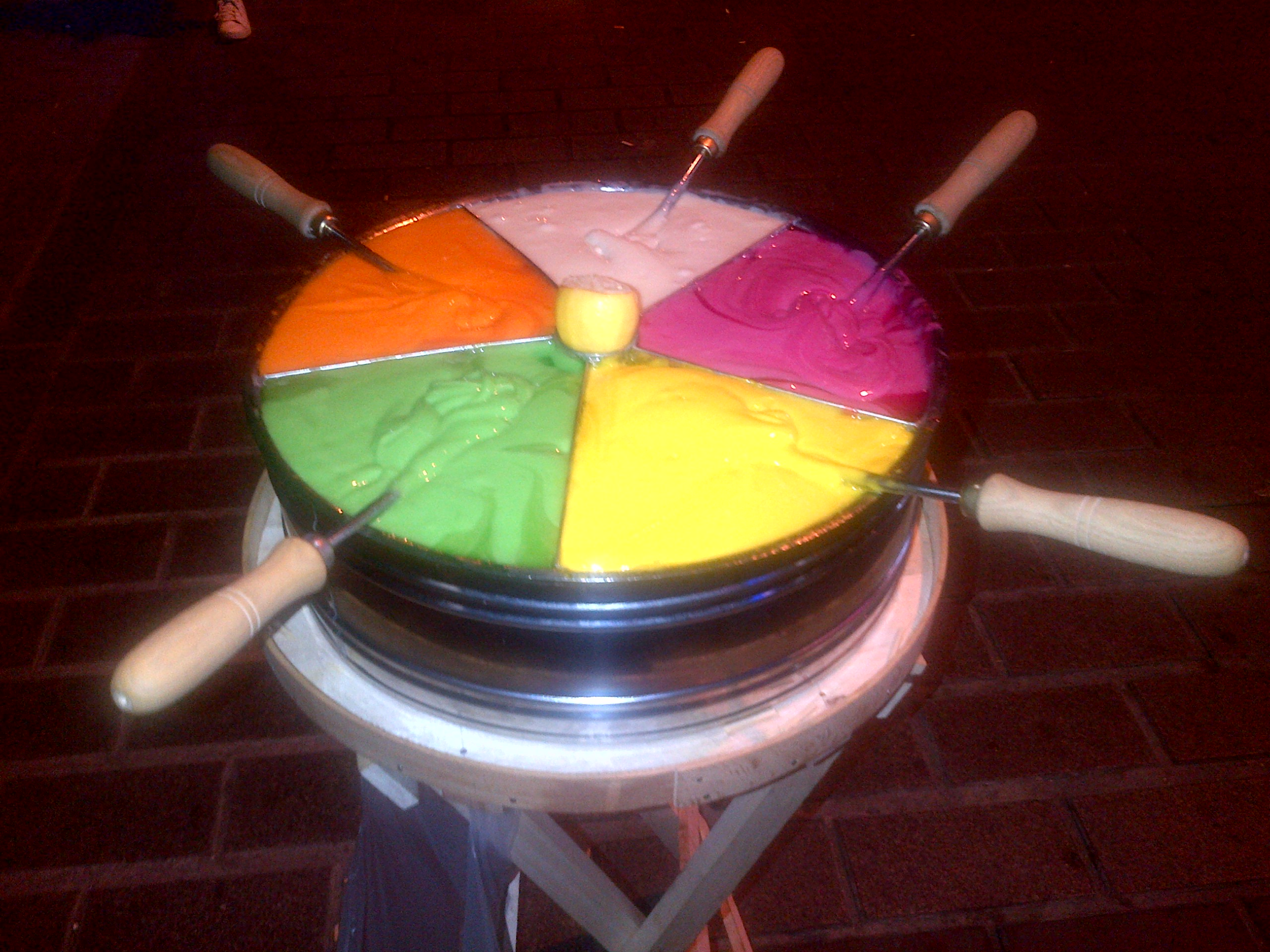
معجون السكر في تركيا

معجون السكر (بالتركية Macun şekeri) هي توفي تركية ناعمة وحلوة وملونة. وهو طعام الشارع الذي يمكن تحضيره بالعديد من الأعشاب والبهارات. نشأ معجون السكر من مستحضرات حارة من معجون المسير، وهي عجينة أعشاب تركية تقليدية من فترة العصور القديمة. كان المعجون يُستهلك دواء خلال العصور القديمة. كان يقدم في صينية مستديرة ذا حجر منفصلة لمختلف الطعمات، وهو أسلوب تقديم استمر حتى العصر الحديث. يعد أكل معجون السكر جزءًا من بعض العادات التركية.

## ملخص

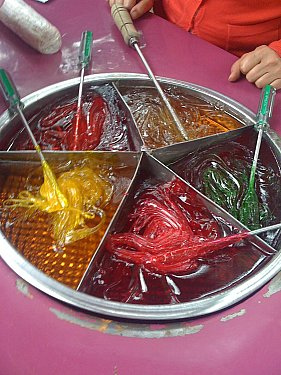
معجون السكر

يعد معجون السكر أحد أغذية الشوارع التي تُباع في الهواء الطلق، خاصة خلال معارض الشوارع وتُسمى بانايِر. وهي حلوى شهيرة بين الأطفال. قد يكون لونها زاهيًا أو ساطعًا. يمكن تحضير المعجون بكمية كبيرة من الأعشاب والتوابل. من مذاقها: البرغموت والقرفة والمستكة والنعناع والورد والليمون والبرقوق.

## التاريخ
نشأ معجون السكر من مستحضرات حارة من معجون المسير، وهي عجينة عشبية تقليدية من العصور القديمة. كان المعجون يُستهلك دواء صيدلانيًا خلال العصور القديمة.
يُزعم أن المعجون له تأثيرات علاجية لمنح الجسم القوة وتهدئة الروح. أعد الأطباء المسلمون مئات الأنواع المختلفة من المعجون. خُلطت الأعشاب والتوابل المختلفة مع العسل في تحضير المعجون، والتي عملت أيضًا على الحفاظ على المنتج. أكلت أنواع مختلفة منه دواءً وحلوياتٍ. كان المعجون خلال الفترة العثمانية يُسمى معجون النيروز.
خلال القرن السابع عشر في تركية أشار الدرويش سيد حسن إلى أكل مذاقين منه على التوالي بطعم النعناع والوج. قدمت أصناف المعجون هذه في الوجبات التي تناولها مع الدراويش والأصدقاء الآخرين. كان حسن جزءًا من روحانية السنبولية الصوفية بصفته شيخًا لها.

## التقديم
يُقدم في صينية مستديرة من الصفيح بها أقسام منفصلة على شكل مثلثات. يمكن تقديمه عن طريق مغرفة تشبه مفك البراغي. يُجرَّف المعجون ثم يلف حول عصا صغيرة. قد تُخلط عدة طعمات ما ينتج عنه حلاوة مخططة. يُسمى بائع المعجون معجونجي.

## العادات
من المعتاد في منطقة الأناضول أن يأكل العريس المعجون في ليلة زفافه. يشمل حفل المسير في مَنيسة بتُركِيََة توزيع المعجون على الناس في الشوارع.